# Serianthes minahassae
Serianthes minahassae là một loài thực vật có hoa trong họ Đậu. Loài này được (Koord.) Merr. & L.M.Perry miêu tả khoa học đầu tiên.